# Прогресс (мебельная фабрика)
ОАО «Гомельская мебельная фабрика „Прогресс“» (бел. ААТ «Гомельская мэблевая фабрыка „Прагрэс“») — белорусское предприятие, расположенное в Гомеле.

## История
Предприятие возводит свою историю к 1963 году, но энциклопедия «Республика Беларусь» считает датой основания предприятия 1948 года, когда в Гомеле была основана артель «Прогресс» (занималась распиловкой лесоматериалов и производством бочек, тары и лозовой мебели), в 1955 году преобразованная в мебельную фабрику. В 1971 году вошла в состав ПО «Гомельдрев». После вхождения в состав «Гомельдрева» фабрика переориентировалась на производство мягкой мебели, хотя раньше производила широкий ассортимент мебели, но была вынуждена сохранить производство стульев, которые производились из отходов основного деревообрабатывающего производства «Гомельдрева». Мягкая мебель пользовалась большим спросом, но большая часть продукции вывозилась за пределы БССР. В 1997 году фабрика получила самостоятельность: она была преобразована в открытое акционерное общество в составе концерна «Беллесбумпром».

## Современное состояние
В 2018 году стоимость чистых активов фабрики составила 16,3 млн руб., выручка от реализации продукции — 33 млн руб. (15 млн долларов), чистая прибыль — 2,3 млн руб., рентабельность — 12,9%, численность работников — 581 человек. По оценке маркетинговой компании «Юнитер», в 2014 году мебельная фабрика «Прогресс» делила 4-е — 7-е места среди крупнейших производителей мебели в Республике Беларусь с долей в 5%.
В 2016 году сообщалось, что одна из белорусских частных мебельных фабрик скопировала дизайн 17 позиций мебели «Прогресса», что спровоцировало расследование со стороны гомельской фабрики.